# Tetrapodophis
Tetrapodophis (nombre que significa "serpiente de cuatro patas" en griego) es un género extinto de escamado del Cretácico Inferior de Brasil. Primero se la consideró una de las serpientes más antiguas conocidas y la única con cuatro patas pero estudios más recientes han concluido que se trata de un mosasaurio. La especie tipo, Tetrapodophis amplectus, fue nombrada en 2015 basándose en un esqueleto completo (BMMS BK 2-2) preservado en un bloque de caliza del Bürgermeister Müller Museum en Solnhofen, Alemania, el cual estaba etiquetado como "fósil desconocido" hasta que el paleontólogo David Martill reconoció su importancia. Se determinó más tarde que el espécimen proviene de la Formación Crato en Ceará, Brasil.

## Descripción

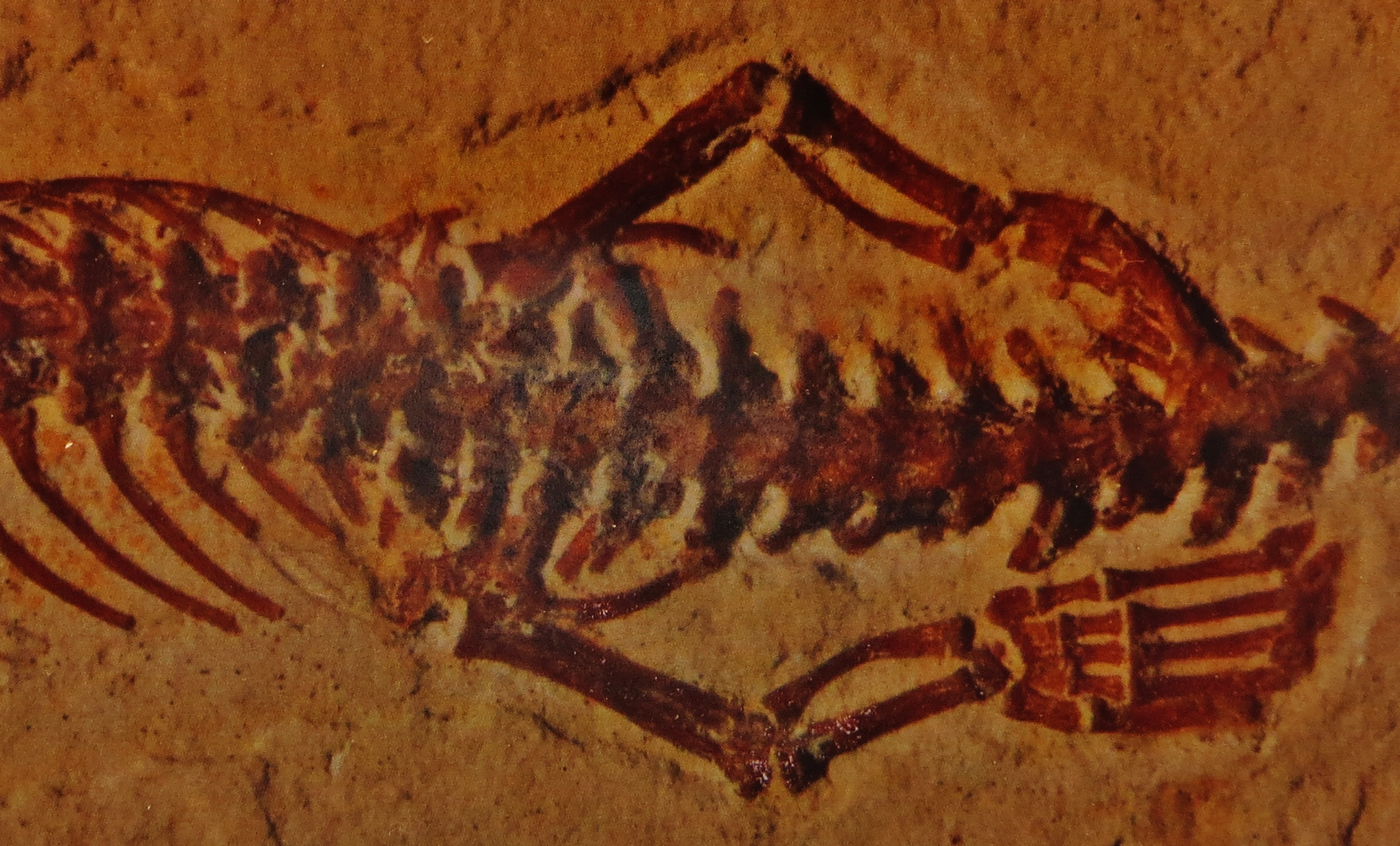
Vista detallada de las extremidades posteriores.

Tetrapodophis posee miembros delanteros y traseros pequeños pero bien desarrollados, un rasgo desconocido en cualquier serpiente, viva o extinta. Aun así comparte varios rasgos con las serpientes modernas, incluyendo un cuerpo alargado, cola corta, escamas del vientre anchas, el cráneo con hocico corto y el neurocráneo alargado, mandíbulas cortas, y dientes afilados y similares a un gancho. BMMS BK 2-2 contiene huesos de otro animal en su intestino, lo que indica que Tetrapodophis era carnívoros. Este conjunto de características sumamente desarrolladas en Tetrapodophis indica que el plan corporal de las serpientes modernas evolucionó tempranamente en la historia evolutiva del grupo. Otros rasgos tales como las cortas espinas neurales sugieren que Tetrapodophis estaba adaptado a excavar, dando apoyo a la idea de que las serpientes evolucionaron en ambientes terrestres (otra hipótesis plantea que evolucionaron en ambientes acuáticos). El gran número de vértebras (más de 150) en Tetrapodophis no se observa en otros reptiles cavadores con cuerpos alargados y extremidades reducidas o ausentes, lo que significa que probablemente no es una adaptación para la locomoción serpentina, siendo en cambio una adaptación para la constricción de las presas.

## Filogenia
Un análisis filogenético publicado junto con la descripción original de 2015 de Tetrapodophis lo sitúa como un pariente cercano de otras serpientes primitivas como Coniophis, Dinilysia y Najash, pero por fuera del grupo corona Serpentes, lo que significa que divergió antes del más reciente ancestro común de todas las serpientes vivas. A continuación se presenta un cladograma de este análisis:
|  | †Tetrapodophis amplectus |
|  |                          |
|  | †Coniophis precedens     |
|  |                          |

|  | †Haasiophis terrasanctus                                                                |
|  |                                                                                         |
|  | \| \| †Euopodophis descouensi \| \| \| \| \| \| †Pachyrhachis problematicus \| \| \| \| |
|  |                                                                                         |
|  | †Euopodophis descouensi                                                                 |
|  |                                                                                         |
|  | †Pachyrhachis problematicus                                                             |
|  |                                                                                         |

|  | †Euopodophis descouensi     |
|  |                             |
|  | †Pachyrhachis problematicus |
|  |                             |

|  | †Haasiophis terrasanctus                                                                |
|  |                                                                                         |
|  | \| \| †Euopodophis descouensi \| \| \| \| \| \| †Pachyrhachis problematicus \| \| \| \| |
|  |                                                                                         |
|  | †Euopodophis descouensi                                                                 |
|  |                                                                                         |
|  | †Pachyrhachis problematicus                                                             |
|  |                                                                                         |

|  | †Euopodophis descouensi     |
|  |                             |
|  | †Pachyrhachis problematicus |
|  |                             |

|  | †Haasiophis terrasanctus                                                                |
|  |                                                                                         |
|  | \| \| †Euopodophis descouensi \| \| \| \| \| \| †Pachyrhachis problematicus \| \| \| \| |
|  |                                                                                         |
|  | †Euopodophis descouensi                                                                 |
|  |                                                                                         |
|  | †Pachyrhachis problematicus                                                             |
|  |                                                                                         |

|  | †Euopodophis descouensi     |
|  |                             |
|  | †Pachyrhachis problematicus |
|  |                             |

|  | †Haasiophis terrasanctus                                                                |
|  |                                                                                         |
|  | \| \| †Euopodophis descouensi \| \| \| \| \| \| †Pachyrhachis problematicus \| \| \| \| |
|  |                                                                                         |
|  | †Euopodophis descouensi                                                                 |
|  |                                                                                         |
|  | †Pachyrhachis problematicus                                                             |
|  |                                                                                         |

|  | †Euopodophis descouensi     |
|  |                             |
|  | †Pachyrhachis problematicus |
|  |                             |

|  | †Haasiophis terrasanctus                                                                |
|  |                                                                                         |
|  | \| \| †Euopodophis descouensi \| \| \| \| \| \| †Pachyrhachis problematicus \| \| \| \| |
|  |                                                                                         |
|  | †Euopodophis descouensi                                                                 |
|  |                                                                                         |
|  | †Pachyrhachis problematicus                                                             |
|  |                                                                                         |

|  | †Euopodophis descouensi     |
|  |                             |
|  | †Pachyrhachis problematicus |
|  |                             |

|  | †Haasiophis terrasanctus                                                                |
|  |                                                                                         |
|  | \| \| †Euopodophis descouensi \| \| \| \| \| \| †Pachyrhachis problematicus \| \| \| \| |
|  |                                                                                         |
|  | †Euopodophis descouensi                                                                 |
|  |                                                                                         |
|  | †Pachyrhachis problematicus                                                             |
|  |                                                                                         |

|  | †Euopodophis descouensi     |
|  |                             |
|  | †Pachyrhachis problematicus |
|  |                             |

|  | †Haasiophis terrasanctus                                                                |
|  |                                                                                         |
|  | \| \| †Euopodophis descouensi \| \| \| \| \| \| †Pachyrhachis problematicus \| \| \| \| |
|  |                                                                                         |
|  | †Euopodophis descouensi                                                                 |
|  |                                                                                         |
|  | †Pachyrhachis problematicus                                                             |
|  |                                                                                         |

|  | †Euopodophis descouensi     |
|  |                             |
|  | †Pachyrhachis problematicus |
|  |                             |

|  | †Haasiophis terrasanctus                                                                |
|  |                                                                                         |
|  | \| \| †Euopodophis descouensi \| \| \| \| \| \| †Pachyrhachis problematicus \| \| \| \| |
|  |                                                                                         |
|  | †Euopodophis descouensi                                                                 |
|  |                                                                                         |
|  | †Pachyrhachis problematicus                                                             |
|  |                                                                                         |

|  | †Euopodophis descouensi     |
|  |                             |
|  | †Pachyrhachis problematicus |
|  |                             |

|  | †Haasiophis terrasanctus                                                                |
|  |                                                                                         |
|  | \| \| †Euopodophis descouensi \| \| \| \| \| \| †Pachyrhachis problematicus \| \| \| \| |
|  |                                                                                         |
|  | †Euopodophis descouensi                                                                 |
|  |                                                                                         |
|  | †Pachyrhachis problematicus                                                             |
|  |                                                                                         |

|  | †Euopodophis descouensi     |
|  |                             |
|  | †Pachyrhachis problematicus |
|  |                             |

|  | †Haasiophis terrasanctus                                                                |
|  |                                                                                         |
|  | \| \| †Euopodophis descouensi \| \| \| \| \| \| †Pachyrhachis problematicus \| \| \| \| |
|  |                                                                                         |
|  | †Euopodophis descouensi                                                                 |
|  |                                                                                         |
|  | †Pachyrhachis problematicus                                                             |
|  |                                                                                         |

|  | †Euopodophis descouensi     |
|  |                             |
|  | †Pachyrhachis problematicus |
|  |                             |

|  | †Haasiophis terrasanctus                                                                |
|  |                                                                                         |
|  | \| \| †Euopodophis descouensi \| \| \| \| \| \| †Pachyrhachis problematicus \| \| \| \| |
|  |                                                                                         |
|  | †Euopodophis descouensi                                                                 |
|  |                                                                                         |
|  | †Pachyrhachis problematicus                                                             |
|  |                                                                                         |

|  | †Euopodophis descouensi     |
|  |                             |
|  | †Pachyrhachis problematicus |
|  |                             |

|  | †Haasiophis terrasanctus                                                                |
|  |                                                                                         |
|  | \| \| †Euopodophis descouensi \| \| \| \| \| \| †Pachyrhachis problematicus \| \| \| \| |
|  |                                                                                         |
|  | †Euopodophis descouensi                                                                 |
|  |                                                                                         |
|  | †Pachyrhachis problematicus                                                             |
|  |                                                                                         |

|  | †Euopodophis descouensi     |
|  |                             |
|  | †Pachyrhachis problematicus |
|  |                             |

|  | †Haasiophis terrasanctus                                                                |
|  |                                                                                         |
|  | \| \| †Euopodophis descouensi \| \| \| \| \| \| †Pachyrhachis problematicus \| \| \| \| |
|  |                                                                                         |
|  | †Euopodophis descouensi                                                                 |
|  |                                                                                         |
|  | †Pachyrhachis problematicus                                                             |
|  |                                                                                         |

|  | †Euopodophis descouensi     |
|  |                             |
|  | †Pachyrhachis problematicus |
|  |                             |

|  | †Haasiophis terrasanctus                                                                |
|  |                                                                                         |
|  | \| \| †Euopodophis descouensi \| \| \| \| \| \| †Pachyrhachis problematicus \| \| \| \| |
|  |                                                                                         |
|  | †Euopodophis descouensi                                                                 |
|  |                                                                                         |
|  | †Pachyrhachis problematicus                                                             |
|  |                                                                                         |

|  | †Euopodophis descouensi     |
|  |                             |
|  | †Pachyrhachis problematicus |
|  |                             |

|  | †Haasiophis terrasanctus                                                                |
|  |                                                                                         |
|  | \| \| †Euopodophis descouensi \| \| \| \| \| \| †Pachyrhachis problematicus \| \| \| \| |
|  |                                                                                         |
|  | †Euopodophis descouensi                                                                 |
|  |                                                                                         |
|  | †Pachyrhachis problematicus                                                             |
|  |                                                                                         |

|  | †Euopodophis descouensi     |
|  |                             |
|  | †Pachyrhachis problematicus |
|  |                             |

|  | †Haasiophis terrasanctus                                                                |
|  |                                                                                         |
|  | \| \| †Euopodophis descouensi \| \| \| \| \| \| †Pachyrhachis problematicus \| \| \| \| |
|  |                                                                                         |
|  | †Euopodophis descouensi                                                                 |
|  |                                                                                         |
|  | †Pachyrhachis problematicus                                                             |
|  |                                                                                         |

|  | †Euopodophis descouensi     |
|  |                             |
|  | †Pachyrhachis problematicus |
|  |                             |

|  | †Haasiophis terrasanctus                                                                |
|  |                                                                                         |
|  | \| \| †Euopodophis descouensi \| \| \| \| \| \| †Pachyrhachis problematicus \| \| \| \| |
|  |                                                                                         |
|  | †Euopodophis descouensi                                                                 |
|  |                                                                                         |
|  | †Pachyrhachis problematicus                                                             |
|  |                                                                                         |

|  | †Euopodophis descouensi     |
|  |                             |
|  | †Pachyrhachis problematicus |
|  |                             |

|  | †Haasiophis terrasanctus                                                                |
|  |                                                                                         |
|  | \| \| †Euopodophis descouensi \| \| \| \| \| \| †Pachyrhachis problematicus \| \| \| \| |
|  |                                                                                         |
|  | †Euopodophis descouensi                                                                 |
|  |                                                                                         |
|  | †Pachyrhachis problematicus                                                             |
|  |                                                                                         |

|  | †Euopodophis descouensi     |
|  |                             |
|  | †Pachyrhachis problematicus |
|  |                             |

|  | †Haasiophis terrasanctus                                                                |
|  |                                                                                         |
|  | \| \| †Euopodophis descouensi \| \| \| \| \| \| †Pachyrhachis problematicus \| \| \| \| |
|  |                                                                                         |
|  | †Euopodophis descouensi                                                                 |
|  |                                                                                         |
|  | †Pachyrhachis problematicus                                                             |
|  |                                                                                         |

|  | †Euopodophis descouensi     |
|  |                             |
|  | †Pachyrhachis problematicus |
|  |                             |

|  | †Haasiophis terrasanctus                                                                |
|  |                                                                                         |
|  | \| \| †Euopodophis descouensi \| \| \| \| \| \| †Pachyrhachis problematicus \| \| \| \| |
|  |                                                                                         |
|  | †Euopodophis descouensi                                                                 |
|  |                                                                                         |
|  | †Pachyrhachis problematicus                                                             |
|  |                                                                                         |

|  | †Euopodophis descouensi     |
|  |                             |
|  | †Pachyrhachis problematicus |
|  |                             |

|  | †Haasiophis terrasanctus                                                                |
|  |                                                                                         |
|  | \| \| †Euopodophis descouensi \| \| \| \| \| \| †Pachyrhachis problematicus \| \| \| \| |
|  |                                                                                         |
|  | †Euopodophis descouensi                                                                 |
|  |                                                                                         |
|  | †Pachyrhachis problematicus                                                             |
|  |                                                                                         |

|  | †Euopodophis descouensi     |
|  |                             |
|  | †Pachyrhachis problematicus |
|  |                             |

|  | †Haasiophis terrasanctus                                                                |
|  |                                                                                         |
|  | \| \| †Euopodophis descouensi \| \| \| \| \| \| †Pachyrhachis problematicus \| \| \| \| |
|  |                                                                                         |
|  | †Euopodophis descouensi                                                                 |
|  |                                                                                         |
|  | †Pachyrhachis problematicus                                                             |
|  |                                                                                         |

|  | †Euopodophis descouensi     |
|  |                             |
|  | †Pachyrhachis problematicus |
|  |                             |

|  | †Haasiophis terrasanctus                                                                |
|  |                                                                                         |
|  | \| \| †Euopodophis descouensi \| \| \| \| \| \| †Pachyrhachis problematicus \| \| \| \| |
|  |                                                                                         |
|  | †Euopodophis descouensi                                                                 |
|  |                                                                                         |
|  | †Pachyrhachis problematicus                                                             |
|  |                                                                                         |

|  | †Euopodophis descouensi     |
|  |                             |
|  | †Pachyrhachis problematicus |
|  |                             |

|  | †Haasiophis terrasanctus                                                                |
|  |                                                                                         |
|  | \| \| †Euopodophis descouensi \| \| \| \| \| \| †Pachyrhachis problematicus \| \| \| \| |
|  |                                                                                         |
|  | †Euopodophis descouensi                                                                 |
|  |                                                                                         |
|  | †Pachyrhachis problematicus                                                             |
|  |                                                                                         |

|  | †Euopodophis descouensi     |
|  |                             |
|  | †Pachyrhachis problematicus |
|  |                             |

|  | †Haasiophis terrasanctus                                                                |
|  |                                                                                         |
|  | \| \| †Euopodophis descouensi \| \| \| \| \| \| †Pachyrhachis problematicus \| \| \| \| |
|  |                                                                                         |
|  | †Euopodophis descouensi                                                                 |
|  |                                                                                         |
|  | †Pachyrhachis problematicus                                                             |
|  |                                                                                         |

|  | †Euopodophis descouensi     |
|  |                             |
|  | †Pachyrhachis problematicus |
|  |                             |

|  | †Haasiophis terrasanctus                                                                |
|  |                                                                                         |
|  | \| \| †Euopodophis descouensi \| \| \| \| \| \| †Pachyrhachis problematicus \| \| \| \| |
|  |                                                                                         |
|  | †Euopodophis descouensi                                                                 |
|  |                                                                                         |
|  | †Pachyrhachis problematicus                                                             |
|  |                                                                                         |

|  | †Euopodophis descouensi     |
|  |                             |
|  | †Pachyrhachis problematicus |
|  |                             |

|  | †Haasiophis terrasanctus                                                                |
|  |                                                                                         |
|  | \| \| †Euopodophis descouensi \| \| \| \| \| \| †Pachyrhachis problematicus \| \| \| \| |
|  |                                                                                         |
|  | †Euopodophis descouensi                                                                 |
|  |                                                                                         |
|  | †Pachyrhachis problematicus                                                             |
|  |                                                                                         |

|  | †Euopodophis descouensi     |
|  |                             |
|  | †Pachyrhachis problematicus |
|  |                             |

|  | †Haasiophis terrasanctus                                                                |
|  |                                                                                         |
|  | \| \| †Euopodophis descouensi \| \| \| \| \| \| †Pachyrhachis problematicus \| \| \| \| |
|  |                                                                                         |
|  | †Euopodophis descouensi                                                                 |
|  |                                                                                         |
|  | †Pachyrhachis problematicus                                                             |
|  |                                                                                         |

|  | †Euopodophis descouensi     |
|  |                             |
|  | †Pachyrhachis problematicus |
|  |                             |

|  | †Haasiophis terrasanctus                                                                |
|  |                                                                                         |
|  | \| \| †Euopodophis descouensi \| \| \| \| \| \| †Pachyrhachis problematicus \| \| \| \| |
|  |                                                                                         |
|  | †Euopodophis descouensi                                                                 |
|  |                                                                                         |
|  | †Pachyrhachis problematicus                                                             |
|  |                                                                                         |

|  | †Euopodophis descouensi     |
|  |                             |
|  | †Pachyrhachis problematicus |
|  |                             |

|  | †Haasiophis terrasanctus                                                                |
|  |                                                                                         |
|  | \| \| †Euopodophis descouensi \| \| \| \| \| \| †Pachyrhachis problematicus \| \| \| \| |
|  |                                                                                         |
|  | †Euopodophis descouensi                                                                 |
|  |                                                                                         |
|  | †Pachyrhachis problematicus                                                             |
|  |                                                                                         |

|  | †Euopodophis descouensi     |
|  |                             |
|  | †Pachyrhachis problematicus |
|  |                             |

|  | †Haasiophis terrasanctus                                                                |
|  |                                                                                         |
|  | \| \| †Euopodophis descouensi \| \| \| \| \| \| †Pachyrhachis problematicus \| \| \| \| |
|  |                                                                                         |
|  | †Euopodophis descouensi                                                                 |
|  |                                                                                         |
|  | †Pachyrhachis problematicus                                                             |
|  |                                                                                         |

|  | †Euopodophis descouensi     |
|  |                             |
|  | †Pachyrhachis problematicus |
|  |                             |

|  | †Haasiophis terrasanctus                                                                |
|  |                                                                                         |
|  | \| \| †Euopodophis descouensi \| \| \| \| \| \| †Pachyrhachis problematicus \| \| \| \| |
|  |                                                                                         |
|  | †Euopodophis descouensi                                                                 |
|  |                                                                                         |
|  | †Pachyrhachis problematicus                                                             |
|  |                                                                                         |

|  | †Euopodophis descouensi     |
|  |                             |
|  | †Pachyrhachis problematicus |
|  |                             |

|  | †Tetrapodophis amplectus |
|  |                          |
|  | †Coniophis precedens     |
|  |                          |

|  | †Haasiophis terrasanctus                                                                |
|  |                                                                                         |
|  | \| \| †Euopodophis descouensi \| \| \| \| \| \| †Pachyrhachis problematicus \| \| \| \| |
|  |                                                                                         |
|  | †Euopodophis descouensi                                                                 |
|  |                                                                                         |
|  | †Pachyrhachis problematicus                                                             |
|  |                                                                                         |

|  | †Euopodophis descouensi     |
|  |                             |
|  | †Pachyrhachis problematicus |
|  |                             |

|  | †Haasiophis terrasanctus                                                                |
|  |                                                                                         |
|  | \| \| †Euopodophis descouensi \| \| \| \| \| \| †Pachyrhachis problematicus \| \| \| \| |
|  |                                                                                         |
|  | †Euopodophis descouensi                                                                 |
|  |                                                                                         |
|  | †Pachyrhachis problematicus                                                             |
|  |                                                                                         |

|  | †Euopodophis descouensi     |
|  |                             |
|  | †Pachyrhachis problematicus |
|  |                             |

|  | †Haasiophis terrasanctus                                                                |
|  |                                                                                         |
|  | \| \| †Euopodophis descouensi \| \| \| \| \| \| †Pachyrhachis problematicus \| \| \| \| |
|  |                                                                                         |
|  | †Euopodophis descouensi                                                                 |
|  |                                                                                         |
|  | †Pachyrhachis problematicus                                                             |
|  |                                                                                         |

|  | †Euopodophis descouensi     |
|  |                             |
|  | †Pachyrhachis problematicus |
|  |                             |

|  | †Haasiophis terrasanctus                                                                |
|  |                                                                                         |
|  | \| \| †Euopodophis descouensi \| \| \| \| \| \| †Pachyrhachis problematicus \| \| \| \| |
|  |                                                                                         |
|  | †Euopodophis descouensi                                                                 |
|  |                                                                                         |
|  | †Pachyrhachis problematicus                                                             |
|  |                                                                                         |

|  | †Euopodophis descouensi     |
|  |                             |
|  | †Pachyrhachis problematicus |
|  |                             |

|  | †Haasiophis terrasanctus                                                                |
|  |                                                                                         |
|  | \| \| †Euopodophis descouensi \| \| \| \| \| \| †Pachyrhachis problematicus \| \| \| \| |
|  |                                                                                         |
|  | †Euopodophis descouensi                                                                 |
|  |                                                                                         |
|  | †Pachyrhachis problematicus                                                             |
|  |                                                                                         |

|  | †Euopodophis descouensi     |
|  |                             |
|  | †Pachyrhachis problematicus |
|  |                             |

|  | †Haasiophis terrasanctus                                                                |
|  |                                                                                         |
|  | \| \| †Euopodophis descouensi \| \| \| \| \| \| †Pachyrhachis problematicus \| \| \| \| |
|  |                                                                                         |
|  | †Euopodophis descouensi                                                                 |
|  |                                                                                         |
|  | †Pachyrhachis problematicus                                                             |
|  |                                                                                         |

|  | †Euopodophis descouensi     |
|  |                             |
|  | †Pachyrhachis problematicus |
|  |                             |

|  | †Haasiophis terrasanctus                                                                |
|  |                                                                                         |
|  | \| \| †Euopodophis descouensi \| \| \| \| \| \| †Pachyrhachis problematicus \| \| \| \| |
|  |                                                                                         |
|  | †Euopodophis descouensi                                                                 |
|  |                                                                                         |
|  | †Pachyrhachis problematicus                                                             |
|  |                                                                                         |

|  | †Euopodophis descouensi     |
|  |                             |
|  | †Pachyrhachis problematicus |
|  |                             |

|  | †Haasiophis terrasanctus                                                                |
|  |                                                                                         |
|  | \| \| †Euopodophis descouensi \| \| \| \| \| \| †Pachyrhachis problematicus \| \| \| \| |
|  |                                                                                         |
|  | †Euopodophis descouensi                                                                 |
|  |                                                                                         |
|  | †Pachyrhachis problematicus                                                             |
|  |                                                                                         |

|  | †Euopodophis descouensi     |
|  |                             |
|  | †Pachyrhachis problematicus |
|  |                             |

|  | †Haasiophis terrasanctus                                                                |
|  |                                                                                         |
|  | \| \| †Euopodophis descouensi \| \| \| \| \| \| †Pachyrhachis problematicus \| \| \| \| |
|  |                                                                                         |
|  | †Euopodophis descouensi                                                                 |
|  |                                                                                         |
|  | †Pachyrhachis problematicus                                                             |
|  |                                                                                         |

|  | †Euopodophis descouensi     |
|  |                             |
|  | †Pachyrhachis problematicus |
|  |                             |

|  | †Haasiophis terrasanctus                                                                |
|  |                                                                                         |
|  | \| \| †Euopodophis descouensi \| \| \| \| \| \| †Pachyrhachis problematicus \| \| \| \| |
|  |                                                                                         |
|  | †Euopodophis descouensi                                                                 |
|  |                                                                                         |
|  | †Pachyrhachis problematicus                                                             |
|  |                                                                                         |

|  | †Euopodophis descouensi     |
|  |                             |
|  | †Pachyrhachis problematicus |
|  |                             |

|  | †Haasiophis terrasanctus                                                                |
|  |                                                                                         |
|  | \| \| †Euopodophis descouensi \| \| \| \| \| \| †Pachyrhachis problematicus \| \| \| \| |
|  |                                                                                         |
|  | †Euopodophis descouensi                                                                 |
|  |                                                                                         |
|  | †Pachyrhachis problematicus                                                             |
|  |                                                                                         |

|  | †Euopodophis descouensi     |
|  |                             |
|  | †Pachyrhachis problematicus |
|  |                             |

|  | †Haasiophis terrasanctus                                                                |
|  |                                                                                         |
|  | \| \| †Euopodophis descouensi \| \| \| \| \| \| †Pachyrhachis problematicus \| \| \| \| |
|  |                                                                                         |
|  | †Euopodophis descouensi                                                                 |
|  |                                                                                         |
|  | †Pachyrhachis problematicus                                                             |
|  |                                                                                         |

|  | †Euopodophis descouensi     |
|  |                             |
|  | †Pachyrhachis problematicus |
|  |                             |

|  | †Haasiophis terrasanctus                                                                |
|  |                                                                                         |
|  | \| \| †Euopodophis descouensi \| \| \| \| \| \| †Pachyrhachis problematicus \| \| \| \| |
|  |                                                                                         |
|  | †Euopodophis descouensi                                                                 |
|  |                                                                                         |
|  | †Pachyrhachis problematicus                                                             |
|  |                                                                                         |

|  | †Euopodophis descouensi     |
|  |                             |
|  | †Pachyrhachis problematicus |
|  |                             |

|  | †Haasiophis terrasanctus                                                                |
|  |                                                                                         |
|  | \| \| †Euopodophis descouensi \| \| \| \| \| \| †Pachyrhachis problematicus \| \| \| \| |
|  |                                                                                         |
|  | †Euopodophis descouensi                                                                 |
|  |                                                                                         |
|  | †Pachyrhachis problematicus                                                             |
|  |                                                                                         |

|  | †Euopodophis descouensi     |
|  |                             |
|  | †Pachyrhachis problematicus |
|  |                             |

|  | †Haasiophis terrasanctus                                                                |
|  |                                                                                         |
|  | \| \| †Euopodophis descouensi \| \| \| \| \| \| †Pachyrhachis problematicus \| \| \| \| |
|  |                                                                                         |
|  | †Euopodophis descouensi                                                                 |
|  |                                                                                         |
|  | †Pachyrhachis problematicus                                                             |
|  |                                                                                         |

|  | †Euopodophis descouensi     |
|  |                             |
|  | †Pachyrhachis problematicus |
|  |                             |

|  | †Haasiophis terrasanctus                                                                |
|  |                                                                                         |
|  | \| \| †Euopodophis descouensi \| \| \| \| \| \| †Pachyrhachis problematicus \| \| \| \| |
|  |                                                                                         |
|  | †Euopodophis descouensi                                                                 |
|  |                                                                                         |
|  | †Pachyrhachis problematicus                                                             |
|  |                                                                                         |

|  | †Euopodophis descouensi     |
|  |                             |
|  | †Pachyrhachis problematicus |
|  |                             |

|  | †Haasiophis terrasanctus                                                                |
|  |                                                                                         |
|  | \| \| †Euopodophis descouensi \| \| \| \| \| \| †Pachyrhachis problematicus \| \| \| \| |
|  |                                                                                         |
|  | †Euopodophis descouensi                                                                 |
|  |                                                                                         |
|  | †Pachyrhachis problematicus                                                             |
|  |                                                                                         |

|  | †Euopodophis descouensi     |
|  |                             |
|  | †Pachyrhachis problematicus |
|  |                             |

|  | †Haasiophis terrasanctus                                                                |
|  |                                                                                         |
|  | \| \| †Euopodophis descouensi \| \| \| \| \| \| †Pachyrhachis problematicus \| \| \| \| |
|  |                                                                                         |
|  | †Euopodophis descouensi                                                                 |
|  |                                                                                         |
|  | †Pachyrhachis problematicus                                                             |
|  |                                                                                         |

|  | †Euopodophis descouensi     |
|  |                             |
|  | †Pachyrhachis problematicus |
|  |                             |

|  | †Haasiophis terrasanctus                                                                |
|  |                                                                                         |
|  | \| \| †Euopodophis descouensi \| \| \| \| \| \| †Pachyrhachis problematicus \| \| \| \| |
|  |                                                                                         |
|  | †Euopodophis descouensi                                                                 |
|  |                                                                                         |
|  | †Pachyrhachis problematicus                                                             |
|  |                                                                                         |

|  | †Euopodophis descouensi     |
|  |                             |
|  | †Pachyrhachis problematicus |
|  |                             |

|  | †Haasiophis terrasanctus                                                                |
|  |                                                                                         |
|  | \| \| †Euopodophis descouensi \| \| \| \| \| \| †Pachyrhachis problematicus \| \| \| \| |
|  |                                                                                         |
|  | †Euopodophis descouensi                                                                 |
|  |                                                                                         |
|  | †Pachyrhachis problematicus                                                             |
|  |                                                                                         |

|  | †Euopodophis descouensi     |
|  |                             |
|  | †Pachyrhachis problematicus |
|  |                             |

|  | †Haasiophis terrasanctus                                                                |
|  |                                                                                         |
|  | \| \| †Euopodophis descouensi \| \| \| \| \| \| †Pachyrhachis problematicus \| \| \| \| |
|  |                                                                                         |
|  | †Euopodophis descouensi                                                                 |
|  |                                                                                         |
|  | †Pachyrhachis problematicus                                                             |
|  |                                                                                         |

|  | †Euopodophis descouensi     |
|  |                             |
|  | †Pachyrhachis problematicus |
|  |                             |

|  | †Haasiophis terrasanctus                                                                |
|  |                                                                                         |
|  | \| \| †Euopodophis descouensi \| \| \| \| \| \| †Pachyrhachis problematicus \| \| \| \| |
|  |                                                                                         |
|  | †Euopodophis descouensi                                                                 |
|  |                                                                                         |
|  | †Pachyrhachis problematicus                                                             |
|  |                                                                                         |

|  | †Euopodophis descouensi     |
|  |                             |
|  | †Pachyrhachis problematicus |
|  |                             |

|  | †Haasiophis terrasanctus                                                                |
|  |                                                                                         |
|  | \| \| †Euopodophis descouensi \| \| \| \| \| \| †Pachyrhachis problematicus \| \| \| \| |
|  |                                                                                         |
|  | †Euopodophis descouensi                                                                 |
|  |                                                                                         |
|  | †Pachyrhachis problematicus                                                             |
|  |                                                                                         |

|  | †Euopodophis descouensi     |
|  |                             |
|  | †Pachyrhachis problematicus |
|  |                             |

|  | †Haasiophis terrasanctus                                                                |
|  |                                                                                         |
|  | \| \| †Euopodophis descouensi \| \| \| \| \| \| †Pachyrhachis problematicus \| \| \| \| |
|  |                                                                                         |
|  | †Euopodophis descouensi                                                                 |
|  |                                                                                         |
|  | †Pachyrhachis problematicus                                                             |
|  |                                                                                         |

|  | †Euopodophis descouensi     |
|  |                             |
|  | †Pachyrhachis problematicus |
|  |                             |

|  | †Haasiophis terrasanctus                                                                |
|  |                                                                                         |
|  | \| \| †Euopodophis descouensi \| \| \| \| \| \| †Pachyrhachis problematicus \| \| \| \| |
|  |                                                                                         |
|  | †Euopodophis descouensi                                                                 |
|  |                                                                                         |
|  | †Pachyrhachis problematicus                                                             |
|  |                                                                                         |

|  | †Euopodophis descouensi     |
|  |                             |
|  | †Pachyrhachis problematicus |
|  |                             |

|  | †Haasiophis terrasanctus                                                                |
|  |                                                                                         |
|  | \| \| †Euopodophis descouensi \| \| \| \| \| \| †Pachyrhachis problematicus \| \| \| \| |
|  |                                                                                         |
|  | †Euopodophis descouensi                                                                 |
|  |                                                                                         |
|  | †Pachyrhachis problematicus                                                             |
|  |                                                                                         |

|  | †Euopodophis descouensi     |
|  |                             |
|  | †Pachyrhachis problematicus |
|  |                             |

|  | †Haasiophis terrasanctus                                                                |
|  |                                                                                         |
|  | \| \| †Euopodophis descouensi \| \| \| \| \| \| †Pachyrhachis problematicus \| \| \| \| |
|  |                                                                                         |
|  | †Euopodophis descouensi                                                                 |
|  |                                                                                         |
|  | †Pachyrhachis problematicus                                                             |
|  |                                                                                         |

|  | †Euopodophis descouensi     |
|  |                             |
|  | †Pachyrhachis problematicus |
|  |                             |

|  | †Haasiophis terrasanctus                                                                |
|  |                                                                                         |
|  | \| \| †Euopodophis descouensi \| \| \| \| \| \| †Pachyrhachis problematicus \| \| \| \| |
|  |                                                                                         |
|  | †Euopodophis descouensi                                                                 |
|  |                                                                                         |
|  | †Pachyrhachis problematicus                                                             |
|  |                                                                                         |

|  | †Euopodophis descouensi     |
|  |                             |
|  | †Pachyrhachis problematicus |
|  |                             |

|  | †Haasiophis terrasanctus                                                                |
|  |                                                                                         |
|  | \| \| †Euopodophis descouensi \| \| \| \| \| \| †Pachyrhachis problematicus \| \| \| \| |
|  |                                                                                         |
|  | †Euopodophis descouensi                                                                 |
|  |                                                                                         |
|  | †Pachyrhachis problematicus                                                             |
|  |                                                                                         |

|  | †Euopodophis descouensi     |
|  |                             |
|  | †Pachyrhachis problematicus |
|  |                             |

|  | †Haasiophis terrasanctus                                                                |
|  |                                                                                         |
|  | \| \| †Euopodophis descouensi \| \| \| \| \| \| †Pachyrhachis problematicus \| \| \| \| |
|  |                                                                                         |
|  | †Euopodophis descouensi                                                                 |
|  |                                                                                         |
|  | †Pachyrhachis problematicus                                                             |
|  |                                                                                         |

|  | †Euopodophis descouensi     |
|  |                             |
|  | †Pachyrhachis problematicus |
|  |                             |

|  | †Haasiophis terrasanctus                                                                |
|  |                                                                                         |
|  | \| \| †Euopodophis descouensi \| \| \| \| \| \| †Pachyrhachis problematicus \| \| \| \| |
|  |                                                                                         |
|  | †Euopodophis descouensi                                                                 |
|  |                                                                                         |
|  | †Pachyrhachis problematicus                                                             |
|  |                                                                                         |

|  | †Euopodophis descouensi     |
|  |                             |
|  | †Pachyrhachis problematicus |
|  |                             |

|  | †Haasiophis terrasanctus                                                                |
|  |                                                                                         |
|  | \| \| †Euopodophis descouensi \| \| \| \| \| \| †Pachyrhachis problematicus \| \| \| \| |
|  |                                                                                         |
|  | †Euopodophis descouensi                                                                 |
|  |                                                                                         |
|  | †Pachyrhachis problematicus                                                             |
|  |                                                                                         |

|  | †Euopodophis descouensi     |
|  |                             |
|  | †Pachyrhachis problematicus |
|  |                             |

|  | †Tetrapodophis amplectus |
|  |                          |
|  | †Coniophis precedens     |
|  |                          |

|  | †Haasiophis terrasanctus                                                                |
|  |                                                                                         |
|  | \| \| †Euopodophis descouensi \| \| \| \| \| \| †Pachyrhachis problematicus \| \| \| \| |
|  |                                                                                         |
|  | †Euopodophis descouensi                                                                 |
|  |                                                                                         |
|  | †Pachyrhachis problematicus                                                             |
|  |                                                                                         |

|  | †Euopodophis descouensi     |
|  |                             |
|  | †Pachyrhachis problematicus |
|  |                             |

|  | †Haasiophis terrasanctus                                                                |
|  |                                                                                         |
|  | \| \| †Euopodophis descouensi \| \| \| \| \| \| †Pachyrhachis problematicus \| \| \| \| |
|  |                                                                                         |
|  | †Euopodophis descouensi                                                                 |
|  |                                                                                         |
|  | †Pachyrhachis problematicus                                                             |
|  |                                                                                         |

|  | †Euopodophis descouensi     |
|  |                             |
|  | †Pachyrhachis problematicus |
|  |                             |

|  | †Haasiophis terrasanctus                                                                |
|  |                                                                                         |
|  | \| \| †Euopodophis descouensi \| \| \| \| \| \| †Pachyrhachis problematicus \| \| \| \| |
|  |                                                                                         |
|  | †Euopodophis descouensi                                                                 |
|  |                                                                                         |
|  | †Pachyrhachis problematicus                                                             |
|  |                                                                                         |

|  | †Euopodophis descouensi     |
|  |                             |
|  | †Pachyrhachis problematicus |
|  |                             |

|  | †Haasiophis terrasanctus                                                                |
|  |                                                                                         |
|  | \| \| †Euopodophis descouensi \| \| \| \| \| \| †Pachyrhachis problematicus \| \| \| \| |
|  |                                                                                         |
|  | †Euopodophis descouensi                                                                 |
|  |                                                                                         |
|  | †Pachyrhachis problematicus                                                             |
|  |                                                                                         |

|  | †Euopodophis descouensi     |
|  |                             |
|  | †Pachyrhachis problematicus |
|  |                             |

|  | †Haasiophis terrasanctus                                                                |
|  |                                                                                         |
|  | \| \| †Euopodophis descouensi \| \| \| \| \| \| †Pachyrhachis problematicus \| \| \| \| |
|  |                                                                                         |
|  | †Euopodophis descouensi                                                                 |
|  |                                                                                         |
|  | †Pachyrhachis problematicus                                                             |
|  |                                                                                         |

|  | †Euopodophis descouensi     |
|  |                             |
|  | †Pachyrhachis problematicus |
|  |                             |

|  | †Haasiophis terrasanctus                                                                |
|  |                                                                                         |
|  | \| \| †Euopodophis descouensi \| \| \| \| \| \| †Pachyrhachis problematicus \| \| \| \| |
|  |                                                                                         |
|  | †Euopodophis descouensi                                                                 |
|  |                                                                                         |
|  | †Pachyrhachis problematicus                                                             |
|  |                                                                                         |

|  | †Euopodophis descouensi     |
|  |                             |
|  | †Pachyrhachis problematicus |
|  |                             |

|  | †Haasiophis terrasanctus                                                                |
|  |                                                                                         |
|  | \| \| †Euopodophis descouensi \| \| \| \| \| \| †Pachyrhachis problematicus \| \| \| \| |
|  |                                                                                         |
|  | †Euopodophis descouensi                                                                 |
|  |                                                                                         |
|  | †Pachyrhachis problematicus                                                             |
|  |                                                                                         |

|  | †Euopodophis descouensi     |
|  |                             |
|  | †Pachyrhachis problematicus |
|  |                             |

|  | †Haasiophis terrasanctus                                                                |
|  |                                                                                         |
|  | \| \| †Euopodophis descouensi \| \| \| \| \| \| †Pachyrhachis problematicus \| \| \| \| |
|  |                                                                                         |
|  | †Euopodophis descouensi                                                                 |
|  |                                                                                         |
|  | †Pachyrhachis problematicus                                                             |
|  |                                                                                         |

|  | †Euopodophis descouensi     |
|  |                             |
|  | †Pachyrhachis problematicus |
|  |                             |

|  | †Haasiophis terrasanctus                                                                |
|  |                                                                                         |
|  | \| \| †Euopodophis descouensi \| \| \| \| \| \| †Pachyrhachis problematicus \| \| \| \| |
|  |                                                                                         |
|  | †Euopodophis descouensi                                                                 |
|  |                                                                                         |
|  | †Pachyrhachis problematicus                                                             |
|  |                                                                                         |

|  | †Euopodophis descouensi     |
|  |                             |
|  | †Pachyrhachis problematicus |
|  |                             |

|  | †Haasiophis terrasanctus                                                                |
|  |                                                                                         |
|  | \| \| †Euopodophis descouensi \| \| \| \| \| \| †Pachyrhachis problematicus \| \| \| \| |
|  |                                                                                         |
|  | †Euopodophis descouensi                                                                 |
|  |                                                                                         |
|  | †Pachyrhachis problematicus                                                             |
|  |                                                                                         |

|  | †Euopodophis descouensi     |
|  |                             |
|  | †Pachyrhachis problematicus |
|  |                             |

|  | †Haasiophis terrasanctus                                                                |
|  |                                                                                         |
|  | \| \| †Euopodophis descouensi \| \| \| \| \| \| †Pachyrhachis problematicus \| \| \| \| |
|  |                                                                                         |
|  | †Euopodophis descouensi                                                                 |
|  |                                                                                         |
|  | †Pachyrhachis problematicus                                                             |
|  |                                                                                         |

|  | †Euopodophis descouensi     |
|  |                             |
|  | †Pachyrhachis problematicus |
|  |                             |

|  | †Haasiophis terrasanctus                                                                |
|  |                                                                                         |
|  | \| \| †Euopodophis descouensi \| \| \| \| \| \| †Pachyrhachis problematicus \| \| \| \| |
|  |                                                                                         |
|  | †Euopodophis descouensi                                                                 |
|  |                                                                                         |
|  | †Pachyrhachis problematicus                                                             |
|  |                                                                                         |

|  | †Euopodophis descouensi     |
|  |                             |
|  | †Pachyrhachis problematicus |
|  |                             |

|  | †Haasiophis terrasanctus                                                                |
|  |                                                                                         |
|  | \| \| †Euopodophis descouensi \| \| \| \| \| \| †Pachyrhachis problematicus \| \| \| \| |
|  |                                                                                         |
|  | †Euopodophis descouensi                                                                 |
|  |                                                                                         |
|  | †Pachyrhachis problematicus                                                             |
|  |                                                                                         |

|  | †Euopodophis descouensi     |
|  |                             |
|  | †Pachyrhachis problematicus |
|  |                             |

|  | †Haasiophis terrasanctus                                                                |
|  |                                                                                         |
|  | \| \| †Euopodophis descouensi \| \| \| \| \| \| †Pachyrhachis problematicus \| \| \| \| |
|  |                                                                                         |
|  | †Euopodophis descouensi                                                                 |
|  |                                                                                         |
|  | †Pachyrhachis problematicus                                                             |
|  |                                                                                         |

|  | †Euopodophis descouensi     |
|  |                             |
|  | †Pachyrhachis problematicus |
|  |                             |

|  | †Haasiophis terrasanctus                                                                |
|  |                                                                                         |
|  | \| \| †Euopodophis descouensi \| \| \| \| \| \| †Pachyrhachis problematicus \| \| \| \| |
|  |                                                                                         |
|  | †Euopodophis descouensi                                                                 |
|  |                                                                                         |
|  | †Pachyrhachis problematicus                                                             |
|  |                                                                                         |

|  | †Euopodophis descouensi     |
|  |                             |
|  | †Pachyrhachis problematicus |
|  |                             |

|  | †Haasiophis terrasanctus                                                                |
|  |                                                                                         |
|  | \| \| †Euopodophis descouensi \| \| \| \| \| \| †Pachyrhachis problematicus \| \| \| \| |
|  |                                                                                         |
|  | †Euopodophis descouensi                                                                 |
|  |                                                                                         |
|  | †Pachyrhachis problematicus                                                             |
|  |                                                                                         |

|  | †Euopodophis descouensi     |
|  |                             |
|  | †Pachyrhachis problematicus |
|  |                             |

|  | †Haasiophis terrasanctus                                                                |
|  |                                                                                         |
|  | \| \| †Euopodophis descouensi \| \| \| \| \| \| †Pachyrhachis problematicus \| \| \| \| |
|  |                                                                                         |
|  | †Euopodophis descouensi                                                                 |
|  |                                                                                         |
|  | †Pachyrhachis problematicus                                                             |
|  |                                                                                         |

|  | †Euopodophis descouensi     |
|  |                             |
|  | †Pachyrhachis problematicus |
|  |                             |

|  | †Haasiophis terrasanctus                                                                |
|  |                                                                                         |
|  | \| \| †Euopodophis descouensi \| \| \| \| \| \| †Pachyrhachis problematicus \| \| \| \| |
|  |                                                                                         |
|  | †Euopodophis descouensi                                                                 |
|  |                                                                                         |
|  | †Pachyrhachis problematicus                                                             |
|  |                                                                                         |

|  | †Euopodophis descouensi     |
|  |                             |
|  | †Pachyrhachis problematicus |
|  |                             |

|  | †Haasiophis terrasanctus                                                                |
|  |                                                                                         |
|  | \| \| †Euopodophis descouensi \| \| \| \| \| \| †Pachyrhachis problematicus \| \| \| \| |
|  |                                                                                         |
|  | †Euopodophis descouensi                                                                 |
|  |                                                                                         |
|  | †Pachyrhachis problematicus                                                             |
|  |                                                                                         |

|  | †Euopodophis descouensi     |
|  |                             |
|  | †Pachyrhachis problematicus |
|  |                             |

|  | †Haasiophis terrasanctus                                                                |
|  |                                                                                         |
|  | \| \| †Euopodophis descouensi \| \| \| \| \| \| †Pachyrhachis problematicus \| \| \| \| |
|  |                                                                                         |
|  | †Euopodophis descouensi                                                                 |
|  |                                                                                         |
|  | †Pachyrhachis problematicus                                                             |
|  |                                                                                         |

|  | †Euopodophis descouensi     |
|  |                             |
|  | †Pachyrhachis problematicus |
|  |                             |

|  | †Haasiophis terrasanctus                                                                |
|  |                                                                                         |
|  | \| \| †Euopodophis descouensi \| \| \| \| \| \| †Pachyrhachis problematicus \| \| \| \| |
|  |                                                                                         |
|  | †Euopodophis descouensi                                                                 |
|  |                                                                                         |
|  | †Pachyrhachis problematicus                                                             |
|  |                                                                                         |

|  | †Euopodophis descouensi     |
|  |                             |
|  | †Pachyrhachis problematicus |
|  |                             |

|  | †Haasiophis terrasanctus                                                                |
|  |                                                                                         |
|  | \| \| †Euopodophis descouensi \| \| \| \| \| \| †Pachyrhachis problematicus \| \| \| \| |
|  |                                                                                         |
|  | †Euopodophis descouensi                                                                 |
|  |                                                                                         |
|  | †Pachyrhachis problematicus                                                             |
|  |                                                                                         |

|  | †Euopodophis descouensi     |
|  |                             |
|  | †Pachyrhachis problematicus |
|  |                             |

|  | †Haasiophis terrasanctus                                                                |
|  |                                                                                         |
|  | \| \| †Euopodophis descouensi \| \| \| \| \| \| †Pachyrhachis problematicus \| \| \| \| |
|  |                                                                                         |
|  | †Euopodophis descouensi                                                                 |
|  |                                                                                         |
|  | †Pachyrhachis problematicus                                                             |
|  |                                                                                         |

|  | †Euopodophis descouensi     |
|  |                             |
|  | †Pachyrhachis problematicus |
|  |                             |

|  | †Haasiophis terrasanctus                                                                |
|  |                                                                                         |
|  | \| \| †Euopodophis descouensi \| \| \| \| \| \| †Pachyrhachis problematicus \| \| \| \| |
|  |                                                                                         |
|  | †Euopodophis descouensi                                                                 |
|  |                                                                                         |
|  | †Pachyrhachis problematicus                                                             |
|  |                                                                                         |

|  | †Euopodophis descouensi     |
|  |                             |
|  | †Pachyrhachis problematicus |
|  |                             |

|  | †Haasiophis terrasanctus                                                                |
|  |                                                                                         |
|  | \| \| †Euopodophis descouensi \| \| \| \| \| \| †Pachyrhachis problematicus \| \| \| \| |
|  |                                                                                         |
|  | †Euopodophis descouensi                                                                 |
|  |                                                                                         |
|  | †Pachyrhachis problematicus                                                             |
|  |                                                                                         |

|  | †Euopodophis descouensi     |
|  |                             |
|  | †Pachyrhachis problematicus |
|  |                             |

|  | †Haasiophis terrasanctus                                                                |
|  |                                                                                         |
|  | \| \| †Euopodophis descouensi \| \| \| \| \| \| †Pachyrhachis problematicus \| \| \| \| |
|  |                                                                                         |
|  | †Euopodophis descouensi                                                                 |
|  |                                                                                         |
|  | †Pachyrhachis problematicus                                                             |
|  |                                                                                         |

|  | †Euopodophis descouensi     |
|  |                             |
|  | †Pachyrhachis problematicus |
|  |                             |

|  | †Haasiophis terrasanctus                                                                |
|  |                                                                                         |
|  | \| \| †Euopodophis descouensi \| \| \| \| \| \| †Pachyrhachis problematicus \| \| \| \| |
|  |                                                                                         |
|  | †Euopodophis descouensi                                                                 |
|  |                                                                                         |
|  | †Pachyrhachis problematicus                                                             |
|  |                                                                                         |

|  | †Euopodophis descouensi     |
|  |                             |
|  | †Pachyrhachis problematicus |
|  |                             |

|  | †Haasiophis terrasanctus                                                                |
|  |                                                                                         |
|  | \| \| †Euopodophis descouensi \| \| \| \| \| \| †Pachyrhachis problematicus \| \| \| \| |
|  |                                                                                         |
|  | †Euopodophis descouensi                                                                 |
|  |                                                                                         |
|  | †Pachyrhachis problematicus                                                             |
|  |                                                                                         |

|  | †Euopodophis descouensi     |
|  |                             |
|  | †Pachyrhachis problematicus |
|  |                             |

|  | †Haasiophis terrasanctus                                                                |
|  |                                                                                         |
|  | \| \| †Euopodophis descouensi \| \| \| \| \| \| †Pachyrhachis problematicus \| \| \| \| |
|  |                                                                                         |
|  | †Euopodophis descouensi                                                                 |
|  |                                                                                         |
|  | †Pachyrhachis problematicus                                                             |
|  |                                                                                         |

|  | †Euopodophis descouensi     |
|  |                             |
|  | †Pachyrhachis problematicus |
|  |                             |

|  | †Haasiophis terrasanctus                                                                |
|  |                                                                                         |
|  | \| \| †Euopodophis descouensi \| \| \| \| \| \| †Pachyrhachis problematicus \| \| \| \| |
|  |                                                                                         |
|  | †Euopodophis descouensi                                                                 |
|  |                                                                                         |
|  | †Pachyrhachis problematicus                                                             |
|  |                                                                                         |

|  | †Euopodophis descouensi     |
|  |                             |
|  | †Pachyrhachis problematicus |
|  |                             |

|  | †Haasiophis terrasanctus                                                                |
|  |                                                                                         |
|  | \| \| †Euopodophis descouensi \| \| \| \| \| \| †Pachyrhachis problematicus \| \| \| \| |
|  |                                                                                         |
|  | †Euopodophis descouensi                                                                 |
|  |                                                                                         |
|  | †Pachyrhachis problematicus                                                             |
|  |                                                                                         |

|  | †Euopodophis descouensi     |
|  |                             |
|  | †Pachyrhachis problematicus |
|  |                             |

|  | †Haasiophis terrasanctus                                                                |
|  |                                                                                         |
|  | \| \| †Euopodophis descouensi \| \| \| \| \| \| †Pachyrhachis problematicus \| \| \| \| |
|  |                                                                                         |
|  | †Euopodophis descouensi                                                                 |
|  |                                                                                         |
|  | †Pachyrhachis problematicus                                                             |
|  |                                                                                         |

|  | †Euopodophis descouensi     |
|  |                             |
|  | †Pachyrhachis problematicus |
|  |                             |

|  | †Tetrapodophis amplectus |
|  |                          |
|  | †Coniophis precedens     |
|  |                          |

|  | †Haasiophis terrasanctus                                                                |
|  |                                                                                         |
|  | \| \| †Euopodophis descouensi \| \| \| \| \| \| †Pachyrhachis problematicus \| \| \| \| |
|  |                                                                                         |
|  | †Euopodophis descouensi                                                                 |
|  |                                                                                         |
|  | †Pachyrhachis problematicus                                                             |
|  |                                                                                         |

|  | †Euopodophis descouensi     |
|  |                             |
|  | †Pachyrhachis problematicus |
|  |                             |

|  | †Haasiophis terrasanctus                                                                |
|  |                                                                                         |
|  | \| \| †Euopodophis descouensi \| \| \| \| \| \| †Pachyrhachis problematicus \| \| \| \| |
|  |                                                                                         |
|  | †Euopodophis descouensi                                                                 |
|  |                                                                                         |
|  | †Pachyrhachis problematicus                                                             |
|  |                                                                                         |

|  | †Euopodophis descouensi     |
|  |                             |
|  | †Pachyrhachis problematicus |
|  |                             |

|  | †Haasiophis terrasanctus                                                                |
|  |                                                                                         |
|  | \| \| †Euopodophis descouensi \| \| \| \| \| \| †Pachyrhachis problematicus \| \| \| \| |
|  |                                                                                         |
|  | †Euopodophis descouensi                                                                 |
|  |                                                                                         |
|  | †Pachyrhachis problematicus                                                             |
|  |                                                                                         |

|  | †Euopodophis descouensi     |
|  |                             |
|  | †Pachyrhachis problematicus |
|  |                             |

|  | †Haasiophis terrasanctus                                                                |
|  |                                                                                         |
|  | \| \| †Euopodophis descouensi \| \| \| \| \| \| †Pachyrhachis problematicus \| \| \| \| |
|  |                                                                                         |
|  | †Euopodophis descouensi                                                                 |
|  |                                                                                         |
|  | †Pachyrhachis problematicus                                                             |
|  |                                                                                         |

|  | †Euopodophis descouensi     |
|  |                             |
|  | †Pachyrhachis problematicus |
|  |                             |

|  | †Haasiophis terrasanctus                                                                |
|  |                                                                                         |
|  | \| \| †Euopodophis descouensi \| \| \| \| \| \| †Pachyrhachis problematicus \| \| \| \| |
|  |                                                                                         |
|  | †Euopodophis descouensi                                                                 |
|  |                                                                                         |
|  | †Pachyrhachis problematicus                                                             |
|  |                                                                                         |

|  | †Euopodophis descouensi     |
|  |                             |
|  | †Pachyrhachis problematicus |
|  |                             |

|  | †Haasiophis terrasanctus                                                                |
|  |                                                                                         |
|  | \| \| †Euopodophis descouensi \| \| \| \| \| \| †Pachyrhachis problematicus \| \| \| \| |
|  |                                                                                         |
|  | †Euopodophis descouensi                                                                 |
|  |                                                                                         |
|  | †Pachyrhachis problematicus                                                             |
|  |                                                                                         |

|  | †Euopodophis descouensi     |
|  |                             |
|  | †Pachyrhachis problematicus |
|  |                             |

|  | †Haasiophis terrasanctus                                                                |
|  |                                                                                         |
|  | \| \| †Euopodophis descouensi \| \| \| \| \| \| †Pachyrhachis problematicus \| \| \| \| |
|  |                                                                                         |
|  | †Euopodophis descouensi                                                                 |
|  |                                                                                         |
|  | †Pachyrhachis problematicus                                                             |
|  |                                                                                         |

|  | †Euopodophis descouensi     |
|  |                             |
|  | †Pachyrhachis problematicus |
|  |                             |

|  | †Haasiophis terrasanctus                                                                |
|  |                                                                                         |
|  | \| \| †Euopodophis descouensi \| \| \| \| \| \| †Pachyrhachis problematicus \| \| \| \| |
|  |                                                                                         |
|  | †Euopodophis descouensi                                                                 |
|  |                                                                                         |
|  | †Pachyrhachis problematicus                                                             |
|  |                                                                                         |

|  | †Euopodophis descouensi     |
|  |                             |
|  | †Pachyrhachis problematicus |
|  |                             |

|  | †Haasiophis terrasanctus                                                                |
|  |                                                                                         |
|  | \| \| †Euopodophis descouensi \| \| \| \| \| \| †Pachyrhachis problematicus \| \| \| \| |
|  |                                                                                         |
|  | †Euopodophis descouensi                                                                 |
|  |                                                                                         |
|  | †Pachyrhachis problematicus                                                             |
|  |                                                                                         |

|  | †Euopodophis descouensi     |
|  |                             |
|  | †Pachyrhachis problematicus |
|  |                             |

|  | †Haasiophis terrasanctus                                                                |
|  |                                                                                         |
|  | \| \| †Euopodophis descouensi \| \| \| \| \| \| †Pachyrhachis problematicus \| \| \| \| |
|  |                                                                                         |
|  | †Euopodophis descouensi                                                                 |
|  |                                                                                         |
|  | †Pachyrhachis problematicus                                                             |
|  |                                                                                         |

|  | †Euopodophis descouensi     |
|  |                             |
|  | †Pachyrhachis problematicus |
|  |                             |

|  | †Haasiophis terrasanctus                                                                |
|  |                                                                                         |
|  | \| \| †Euopodophis descouensi \| \| \| \| \| \| †Pachyrhachis problematicus \| \| \| \| |
|  |                                                                                         |
|  | †Euopodophis descouensi                                                                 |
|  |                                                                                         |
|  | †Pachyrhachis problematicus                                                             |
|  |                                                                                         |

|  | †Euopodophis descouensi     |
|  |                             |
|  | †Pachyrhachis problematicus |
|  |                             |

|  | †Haasiophis terrasanctus                                                                |
|  |                                                                                         |
|  | \| \| †Euopodophis descouensi \| \| \| \| \| \| †Pachyrhachis problematicus \| \| \| \| |
|  |                                                                                         |
|  | †Euopodophis descouensi                                                                 |
|  |                                                                                         |
|  | †Pachyrhachis problematicus                                                             |
|  |                                                                                         |

|  | †Euopodophis descouensi     |
|  |                             |
|  | †Pachyrhachis problematicus |
|  |                             |

|  | †Haasiophis terrasanctus                                                                |
|  |                                                                                         |
|  | \| \| †Euopodophis descouensi \| \| \| \| \| \| †Pachyrhachis problematicus \| \| \| \| |
|  |                                                                                         |
|  | †Euopodophis descouensi                                                                 |
|  |                                                                                         |
|  | †Pachyrhachis problematicus                                                             |
|  |                                                                                         |

|  | †Euopodophis descouensi     |
|  |                             |
|  | †Pachyrhachis problematicus |
|  |                             |

|  | †Haasiophis terrasanctus                                                                |
|  |                                                                                         |
|  | \| \| †Euopodophis descouensi \| \| \| \| \| \| †Pachyrhachis problematicus \| \| \| \| |
|  |                                                                                         |
|  | †Euopodophis descouensi                                                                 |
|  |                                                                                         |
|  | †Pachyrhachis problematicus                                                             |
|  |                                                                                         |

|  | †Euopodophis descouensi     |
|  |                             |
|  | †Pachyrhachis problematicus |
|  |                             |

|  | †Haasiophis terrasanctus                                                                |
|  |                                                                                         |
|  | \| \| †Euopodophis descouensi \| \| \| \| \| \| †Pachyrhachis problematicus \| \| \| \| |
|  |                                                                                         |
|  | †Euopodophis descouensi                                                                 |
|  |                                                                                         |
|  | †Pachyrhachis problematicus                                                             |
|  |                                                                                         |

|  | †Euopodophis descouensi     |
|  |                             |
|  | †Pachyrhachis problematicus |
|  |                             |

|  | †Haasiophis terrasanctus                                                                |
|  |                                                                                         |
|  | \| \| †Euopodophis descouensi \| \| \| \| \| \| †Pachyrhachis problematicus \| \| \| \| |
|  |                                                                                         |
|  | †Euopodophis descouensi                                                                 |
|  |                                                                                         |
|  | †Pachyrhachis problematicus                                                             |
|  |                                                                                         |

|  | †Euopodophis descouensi     |
|  |                             |
|  | †Pachyrhachis problematicus |
|  |                             |

|  | †Haasiophis terrasanctus                                                                |
|  |                                                                                         |
|  | \| \| †Euopodophis descouensi \| \| \| \| \| \| †Pachyrhachis problematicus \| \| \| \| |
|  |                                                                                         |
|  | †Euopodophis descouensi                                                                 |
|  |                                                                                         |
|  | †Pachyrhachis problematicus                                                             |
|  |                                                                                         |

|  | †Euopodophis descouensi     |
|  |                             |
|  | †Pachyrhachis problematicus |
|  |                             |

|  | †Haasiophis terrasanctus                                                                |
|  |                                                                                         |
|  | \| \| †Euopodophis descouensi \| \| \| \| \| \| †Pachyrhachis problematicus \| \| \| \| |
|  |                                                                                         |
|  | †Euopodophis descouensi                                                                 |
|  |                                                                                         |
|  | †Pachyrhachis problematicus                                                             |
|  |                                                                                         |

|  | †Euopodophis descouensi     |
|  |                             |
|  | †Pachyrhachis problematicus |
|  |                             |

|  | †Haasiophis terrasanctus                                                                |
|  |                                                                                         |
|  | \| \| †Euopodophis descouensi \| \| \| \| \| \| †Pachyrhachis problematicus \| \| \| \| |
|  |                                                                                         |
|  | †Euopodophis descouensi                                                                 |
|  |                                                                                         |
|  | †Pachyrhachis problematicus                                                             |
|  |                                                                                         |

|  | †Euopodophis descouensi     |
|  |                             |
|  | †Pachyrhachis problematicus |
|  |                             |

|  | †Haasiophis terrasanctus                                                                |
|  |                                                                                         |
|  | \| \| †Euopodophis descouensi \| \| \| \| \| \| †Pachyrhachis problematicus \| \| \| \| |
|  |                                                                                         |
|  | †Euopodophis descouensi                                                                 |
|  |                                                                                         |
|  | †Pachyrhachis problematicus                                                             |
|  |                                                                                         |

|  | †Euopodophis descouensi     |
|  |                             |
|  | †Pachyrhachis problematicus |
|  |                             |

|  | †Haasiophis terrasanctus                                                                |
|  |                                                                                         |
|  | \| \| †Euopodophis descouensi \| \| \| \| \| \| †Pachyrhachis problematicus \| \| \| \| |
|  |                                                                                         |
|  | †Euopodophis descouensi                                                                 |
|  |                                                                                         |
|  | †Pachyrhachis problematicus                                                             |
|  |                                                                                         |

|  | †Euopodophis descouensi     |
|  |                             |
|  | †Pachyrhachis problematicus |
|  |                             |

|  | †Haasiophis terrasanctus                                                                |
|  |                                                                                         |
|  | \| \| †Euopodophis descouensi \| \| \| \| \| \| †Pachyrhachis problematicus \| \| \| \| |
|  |                                                                                         |
|  | †Euopodophis descouensi                                                                 |
|  |                                                                                         |
|  | †Pachyrhachis problematicus                                                             |
|  |                                                                                         |

|  | †Euopodophis descouensi     |
|  |                             |
|  | †Pachyrhachis problematicus |
|  |                             |

|  | †Haasiophis terrasanctus                                                                |
|  |                                                                                         |
|  | \| \| †Euopodophis descouensi \| \| \| \| \| \| †Pachyrhachis problematicus \| \| \| \| |
|  |                                                                                         |
|  | †Euopodophis descouensi                                                                 |
|  |                                                                                         |
|  | †Pachyrhachis problematicus                                                             |
|  |                                                                                         |

|  | †Euopodophis descouensi     |
|  |                             |
|  | †Pachyrhachis problematicus |
|  |                             |

|  | †Haasiophis terrasanctus                                                                |
|  |                                                                                         |
|  | \| \| †Euopodophis descouensi \| \| \| \| \| \| †Pachyrhachis problematicus \| \| \| \| |
|  |                                                                                         |
|  | †Euopodophis descouensi                                                                 |
|  |                                                                                         |
|  | †Pachyrhachis problematicus                                                             |
|  |                                                                                         |

|  | †Euopodophis descouensi     |
|  |                             |
|  | †Pachyrhachis problematicus |
|  |                             |

|  | †Haasiophis terrasanctus                                                                |
|  |                                                                                         |
|  | \| \| †Euopodophis descouensi \| \| \| \| \| \| †Pachyrhachis problematicus \| \| \| \| |
|  |                                                                                         |
|  | †Euopodophis descouensi                                                                 |
|  |                                                                                         |
|  | †Pachyrhachis problematicus                                                             |
|  |                                                                                         |

|  | †Euopodophis descouensi     |
|  |                             |
|  | †Pachyrhachis problematicus |
|  |                             |

|  | †Haasiophis terrasanctus                                                                |
|  |                                                                                         |
|  | \| \| †Euopodophis descouensi \| \| \| \| \| \| †Pachyrhachis problematicus \| \| \| \| |
|  |                                                                                         |
|  | †Euopodophis descouensi                                                                 |
|  |                                                                                         |
|  | †Pachyrhachis problematicus                                                             |
|  |                                                                                         |

|  | †Euopodophis descouensi     |
|  |                             |
|  | †Pachyrhachis problematicus |
|  |                             |

|  | †Haasiophis terrasanctus                                                                |
|  |                                                                                         |
|  | \| \| †Euopodophis descouensi \| \| \| \| \| \| †Pachyrhachis problematicus \| \| \| \| |
|  |                                                                                         |
|  | †Euopodophis descouensi                                                                 |
|  |                                                                                         |
|  | †Pachyrhachis problematicus                                                             |
|  |                                                                                         |

|  | †Euopodophis descouensi     |
|  |                             |
|  | †Pachyrhachis problematicus |
|  |                             |

|  | †Haasiophis terrasanctus                                                                |
|  |                                                                                         |
|  | \| \| †Euopodophis descouensi \| \| \| \| \| \| †Pachyrhachis problematicus \| \| \| \| |
|  |                                                                                         |
|  | †Euopodophis descouensi                                                                 |
|  |                                                                                         |
|  | †Pachyrhachis problematicus                                                             |
|  |                                                                                         |

|  | †Euopodophis descouensi     |
|  |                             |
|  | †Pachyrhachis problematicus |
|  |                             |

|  | †Haasiophis terrasanctus                                                                |
|  |                                                                                         |
|  | \| \| †Euopodophis descouensi \| \| \| \| \| \| †Pachyrhachis problematicus \| \| \| \| |
|  |                                                                                         |
|  | †Euopodophis descouensi                                                                 |
|  |                                                                                         |
|  | †Pachyrhachis problematicus                                                             |
|  |                                                                                         |

|  | †Euopodophis descouensi     |
|  |                             |
|  | †Pachyrhachis problematicus |
|  |                             |

|  | †Haasiophis terrasanctus                                                                |
|  |                                                                                         |
|  | \| \| †Euopodophis descouensi \| \| \| \| \| \| †Pachyrhachis problematicus \| \| \| \| |
|  |                                                                                         |
|  | †Euopodophis descouensi                                                                 |
|  |                                                                                         |
|  | †Pachyrhachis problematicus                                                             |
|  |                                                                                         |

|  | †Euopodophis descouensi     |
|  |                             |
|  | †Pachyrhachis problematicus |
|  |                             |

|  | †Haasiophis terrasanctus                                                                |
|  |                                                                                         |
|  | \| \| †Euopodophis descouensi \| \| \| \| \| \| †Pachyrhachis problematicus \| \| \| \| |
|  |                                                                                         |
|  | †Euopodophis descouensi                                                                 |
|  |                                                                                         |
|  | †Pachyrhachis problematicus                                                             |
|  |                                                                                         |

|  | †Euopodophis descouensi     |
|  |                             |
|  | †Pachyrhachis problematicus |
|  |                             |

|  | †Haasiophis terrasanctus                                                                |
|  |                                                                                         |
|  | \| \| †Euopodophis descouensi \| \| \| \| \| \| †Pachyrhachis problematicus \| \| \| \| |
|  |                                                                                         |
|  | †Euopodophis descouensi                                                                 |
|  |                                                                                         |
|  | †Pachyrhachis problematicus                                                             |
|  |                                                                                         |

|  | †Euopodophis descouensi     |
|  |                             |
|  | †Pachyrhachis problematicus |
|  |                             |